# Hibachi
 (février 2011).
Si vous disposez d'ouvrages ou d'articles de référence ou si vous connaissez des sites web de qualité traitant du thème abordé ici, merci de compléter l'article en donnant les références utiles à sa vérifiabilité et en les liant à la section « Notes et références ».
En anglais américain, le terme hibachi désigne en fait souvent une plaque de cuisson en fer (teppan) ou un barbecue portatif (shichirin), tous deux utilisés pour le teppanyaki.

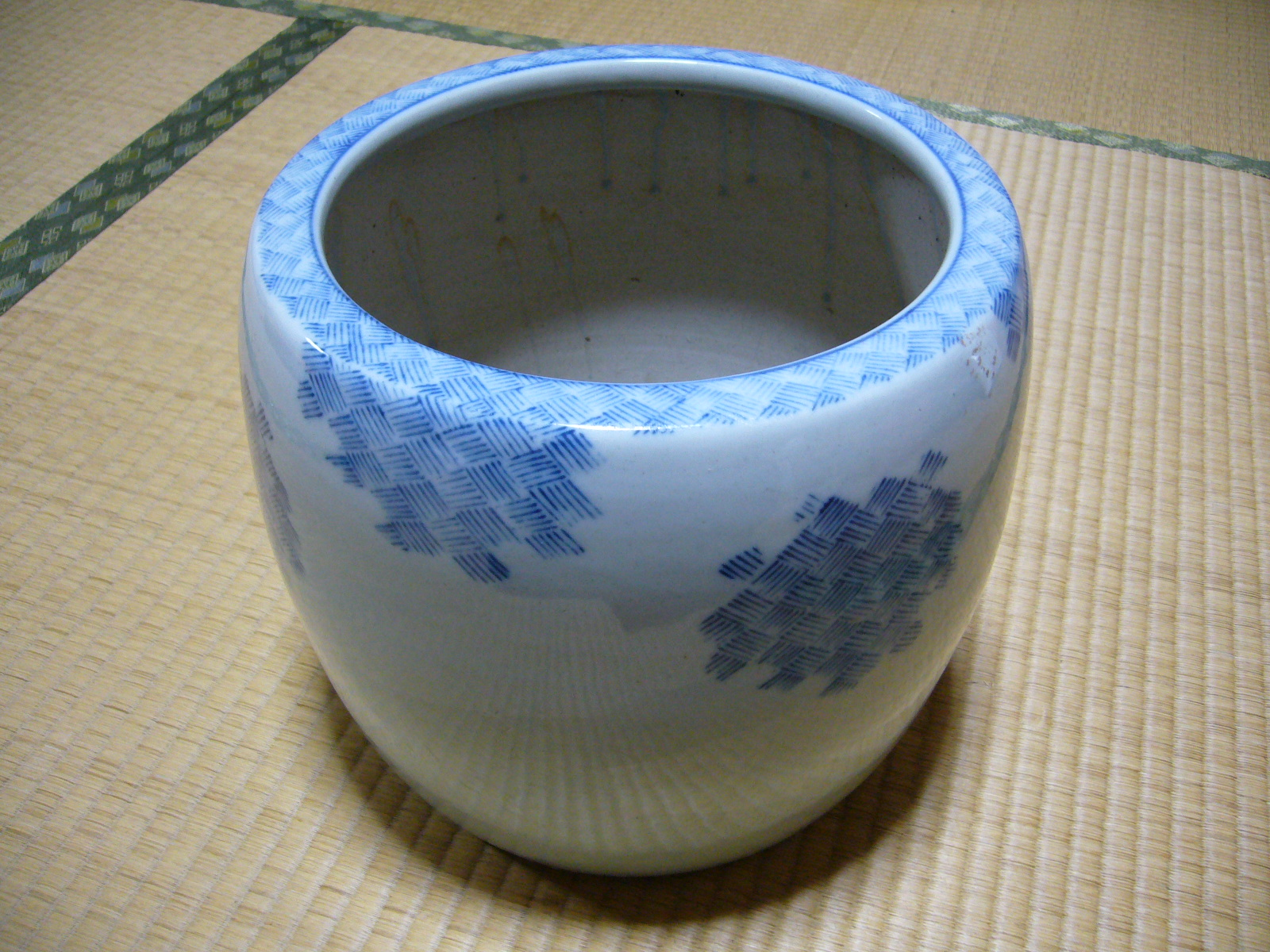
Un hibachi en porcelaine.

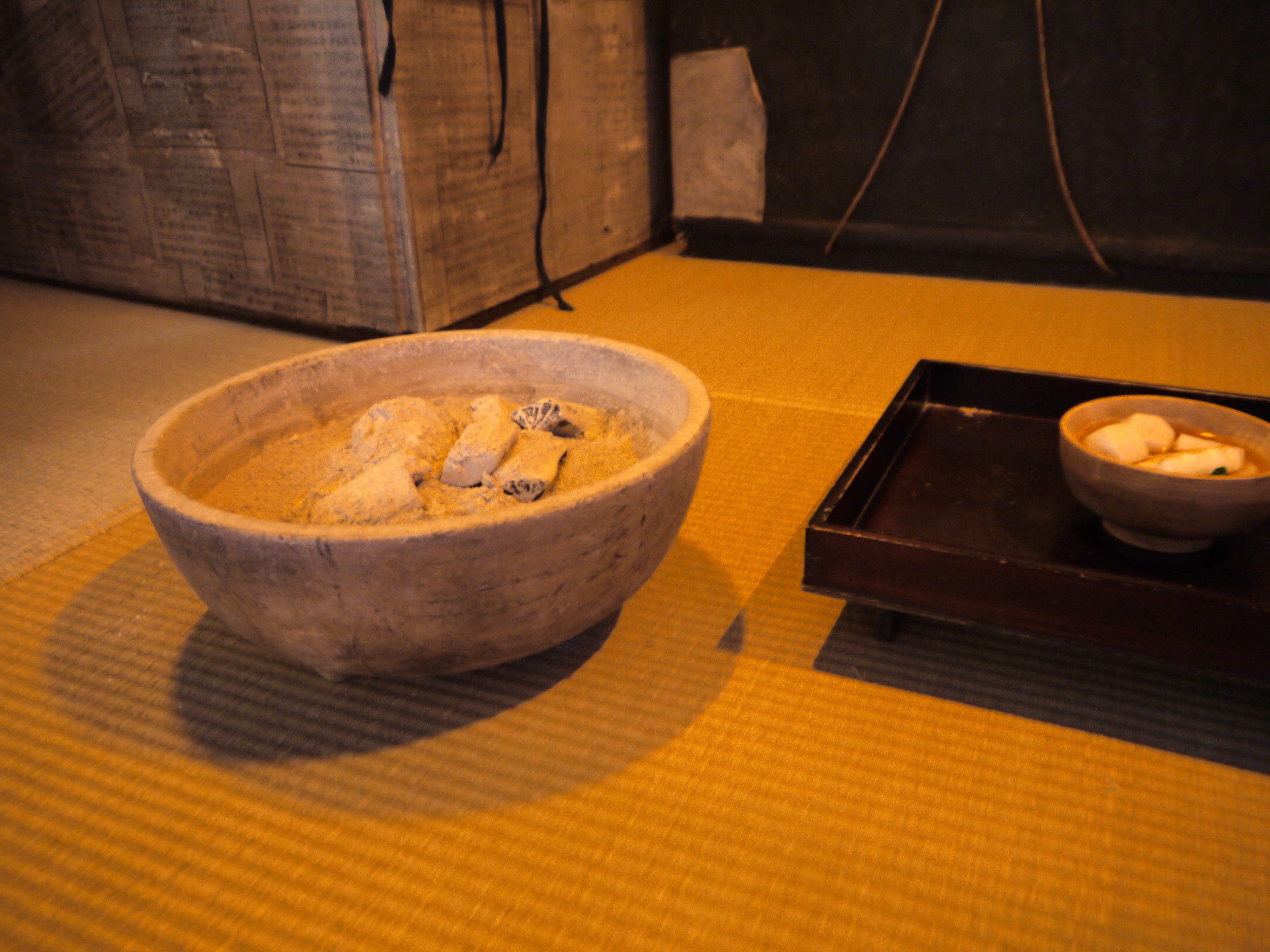
Hibachi primitif de la période Edo.

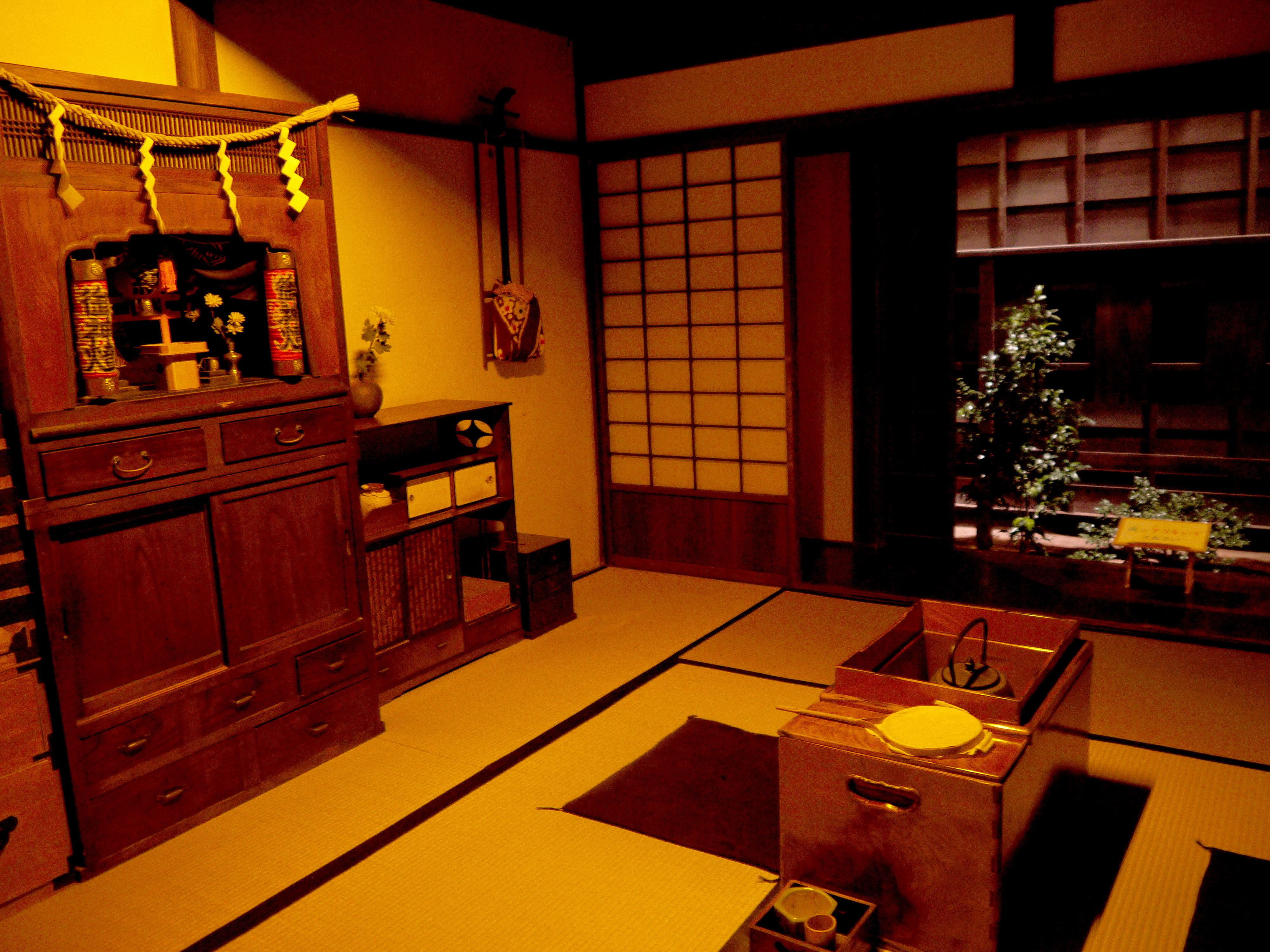
Intérieur de la période Edo.

Le hibachi (火鉢, « bol à feu ») est un dispositif traditionnel de chauffage japonais. Il consiste en un contenant de forme ronde, cylindrique ou en forme de boîte. Ouvert sur le dessus, il est fait, ou au moins tapissé en dedans, d'un matériau résistant à la chaleur et est conçu pour contenir du charbon de bois incandescent.
C'est un dispositif similaire à la traditionnelle chaufferette.

## Histoire
On ignore quand le terme de hibachi a été employé pour la première fois au Japon. Des écrits indiquent qu'il a été utilisé durant la période Heian (entre 798 et 1185). Du fait de la faible disponibilité de métal dans le Japon d'alors, les premiers hibachi étaient fabriqués à partir de bois de cyprès évidé tapissés de glaise. Les artisans se mirent rapidement à produire des versions plus décoratives comportant des finitions laquées, des feuilles d'or et d'autres embellissements artistiques. Des matériaux plus solides comme le métal et les céramiques gagnèrent en popularité au fil du temps. Les hibachi traditionnels peuvent être très attractifs et sont actuellement parfois vendus en qualité d'antiquités. Principalement utilisés à l'origine par les classes des samouraï et des aristocrates, ils se répandirent graduellement dans les classes populaires et leur conception évolua tout au long de la période Edo.
Durant la plus grande partie de son histoire, le hibachi a été utilisé pour le chauffage mais il a été employé à d'autres fins, par exemple pour allumer des cigarettes ou comme réchaud portable pour les troupes japonaises durant la Seconde Guerre mondiale.
Le hibachi était d'usage courant dans le Japon d'avant la Seconde Guerre mondiale et on le rencontrait souvent dans les salles d'attente des gares ferroviaires. Il devint au fil du temps une rareté, graduellement remplacé par des chauffages à pétrole qui sont maintenant monnaie courante au Japon (le chauffage central étant assez rare dans les habitations japonaises).

## Utilisation en anglais
Le hibachi japonais traditionnel est un appareil de chauffage et n'est habituellement pas utilisé pour la cuisine. Le terme hibachi se rapporte toutefois souvent en anglais à un petit grill en aluminium ou en fonte, le second modèle étant généralement de meilleure qualité. Du fait de leur petite taille, les grills de type hibachi sont populaires en tant que barbecue portable. Il ressemblent aux accessoires culinaires japonais traditionnels connus sous le nom de shichirin. On avance généralement l'explication suivante [réf. nécessaire] : ces grills auraient été mis sur le marché nord-américain sous le terme de hibachi parce que ce mot serait plus facile à prononcer que shichirin pour des anglophones. 
Secondairement, le terme de hibachi-style (« à la hibachi ») est souvent improprement utilisé aux États-Unis pour désigner la cuisine de style teppanyaki.